# Wojciech Jastrzębiec

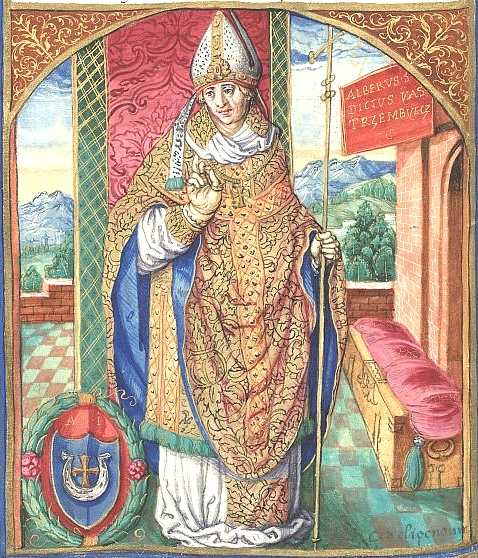
Zeitgenössische Darstellung

Wojciech Jastrzębiec (* 1362 in Łubnice; † 1436 in Mnichowice) war ab 1399 Bischof von Posen, ab 1412 Bischof von Krakau, ab 1423 Erzbischof von Gnesen und Primas von Polen sowie ab 1412 Großkronkanzler. Zuvor war er 1397 Kanzler der Königin Hedwig von Anjou. Seine Familie war Teil der Wappengemeinschaft Jastrzębiec.

## Leben
Wojciech studierte in Krakau und legte 1384 die Priesterweihe ab. Er erkannte Johann von Oppeln nicht als Gnesener Erzbischof an, wofür er exkommuniziert wurde.
1396 wurde die Exkommunikation von Dobrogost von Nowy Dwór aufgehoben. Er arbeitete am Hof des polnischen Königs Władysław II. Jagiełło und dessen Gemahlin Hedwig von Anjou, deren Kanzler er wurde. 1399 wurde er Bischof von Posen und unterzeichnete 1401  die Union von Vilnius und Radom zwischen dem Königreich Polen und dem Großfürstentum Litauen sowie 1404 den Frieden von Razianz zwischen Polen-Litauen und dem Deutschen Orden. 1404 und 1408 vermittelte er zwischen Polen-Litauen und dem Ordensstaat. 1405 führte er einen Rechtsstreit mit den Bürgern von Landsberg und belegte sie mit dem Kirchenbann. 1411 unterzeichnete er den Ersten Frieden von Thorn nach der Tannenbergschlacht zwischen Polen-Litauen und dem Ordensstaat. Auf Ersuchen von Vytautas musste der 1412 das Posener Bischofsamt gegen das Krakauer tauschen. Der bisherige Krakauer Bischof Peter II. von Wysz übernahm den Bischofssitz in Posen. Als Bischof von Krakau unterzeichnete er 1413 noch die Union von Horodło. 1416 baute er die Bischofsburg in Rytwiany. 1421 holte er die Pauliner nach Beszowa. 1422 unterzeichnete er den Friede vom Melnosee und war Zeuge auf den Reichstagen, bei denen Władysław II. Jagiełło die Czerwińsk Privilegien 1422 und die Jedlnia-Krakau Privilegien 1430 an den polnischen Adel verabschiedete. 1423 wurde er Erzbischof von Gnesen und Primas von Polen. Seit 1412 bekleidete er das Amt des Großkronkanzlers. 1434 krönte er in der Wawel-Kathedrale Władysław von Polen und Ungarn zum polnischen König. 1435 unterzeichnete er noch den Frieden von Brest zwischen dem Ordensstaat und dem neuen polnischen König. Wojciech verfasste mehrere theologische und juristische Traktate. Er wurde in der von ihm gestifteten Klosterkirche in Brzeszowa beigesetzt.